# Spike (téléfilm)
Pour les articles homonymes, voir Spike.
Série
Spike 2
(2012)
Pour plus de détails, voir Fiche technique et Distribution.
Spike est un téléfilm de Noël humoristique et d'aventure français réalisé par David Alaux et Éric Tosti. Il a été diffusé la première fois sur France 3 en 26 décembre 2008. Il est suivi par Spike 2.

## Fiche technique
- Titre français : Spike
- Réalisation : David Alaux et Éric Tosti
- Scénario : David Alaux, Éric Tosti et Jean-François Tosti
- Animation : Sylvain Perlot, Marion Faugaret, Jérôme Cholet, Cécile Piolot et Matthieu Angelini
- Modélisation : Sylvain Perlot, Marion Faugaret et Dorian Marchesin
- Musique : Olivier Cussac
- Département du son : Marco Augusto Comba, Éric Sampieri et David Vincent
- Effets visuels : Jean-Yves Teillet
- Sociétés de productions : TAT Productions, Master Image Programmes et Région Midi-Pyrénées
- Langue : Français
- Pays :  France
- Genres : Comédie d'aventure
- Durée : 35 minutes
- Date de première diffusion : France : 26 décembre 2008

## Distribution
- Alexis Tomassian : Spike
- Richard Duval : Père Noël
- Med Hondo : Raymond
- Gilbert Lévy : Tony
- Michel Mella : Paco, Vito
- Laurent Morteau : Seagull, journaliste
- Sarah Roussel : La Mama
- Barbara Tissier : Dorothée
- David Vincent : Bouli